# Monte San Bernardo
Il Monte San Bernardo (1.625 m s.l.m.) è una montagna delle Alpi del Monviso nelle Alpi Cozie.

## Caratteristiche
Si trova sullo spartiacque che divide la Valle Varaita e la Valle Maira, in provincia di Cuneo. Sul versante della valle Maira, si trova all'inizio della valle, e domina gli abitati di Dronero e Villar San Costanzo, sul versante della valle Varaita, si trova alla testata della secondaria Valmala. La vetta è il punto di unione dei tre comuni di Roccabruna,Busca, e Villar San Costanzo.
La vetta è caratterizzata da una grande croce metallica, eretta nel 1994 in sostituzione di una più piccola preesistente.
Essendo l'ultima cima prima della pianura non ha impedimenti di visuale, e consente una veduta magnifica che spazia dalle Langhe a Torino, dalle Alpi Liguri al monte Bianco, al monte Rosa ed al Cervino.
Dal punto di vista geologico, la montagna è costituita da gneiss normali ed occhiadini, facenti parte del complesso Dora-Maira.

## Ascensione alla vetta
La via di accesso più facile è dalla valle Varaita. Si raggiunge il Santuario di Valmala con l'automobile, e da qui si risale seguendo la carrareccia (strada dei cannoni) fino al colle di Valmala; da qui si segue la cresta verso est fino in vetta. Un'altra possibilità è arrivare fino alla piazza di Lemma e proseguire a piedi tramite le strade sterrate fino a Pian Pietro e poi salire tramite un sentiero piuttosto ripido fino alla cima arrivando così prima alla croce della diocesi di Rossana-Lemma e poi alla vetta vera e propria del monte.
È possibile accedere alla vetta, con itinerari più impegnativi, anche dalla valle Maira. Gli itinerari partono sia da Roccabruna che da Villar San Costanzo. I due itinerari si incontrano nei pressi della meira Maggiorino, da dove si raggiunge la cresta spartiacque tra i due comuni, risalendo la quale si raggiunge la vetta. Entrambi gli itinerari sono di tipo escursionistico.